# Volta al País Basc 1970
La Volta al País Basc 1970 fou la 10a edició de la Volta al País Basc. La cursa es disputà en cinc etapes, una d'elles dividida en dos sectors, entre el 15 i el 19 d'abril de 1970 i un total de 877 km.
El vencedor el final fou l'espanyol Luis Pedro Santamarina (Werner), que fou acompanyat al podi pels també espanyols Jesús Aranzábal (Bic) i Andrés Gandarias (KAS). Santamarina basà la seva victòria en la bona actuació en la contrarellotge individual del segon sector de la tercera etapa.
Domingo Perurena (Fagor-Mercier), vencedor també d'una etapa, guanyà les classificacions per punt i de la muntanya, mentre Vicente López Carril (KAS) es feia amb la de les metes volants i el Werner amb la classificació per equips.

## Equips participants
En aquesta edició hi van prendre part cinc equips formats per 10 ciclistes cadascun. Quatre d'aquests equips eren espanyols: Kas, Fagor-Mercier, Werner i La Casera. L'únic equip estranger era el francès Bic. Dels 50 ciclistes que van prendre la sortida sols 18 acabaren la cursa.

## Etapes
| Etapa | Data       | Recorregut               | Km  | Vencedor de l'Etapa     | Líder de la general          |
| ----- | ---------- | ------------------------ | --- | ----------------------- | ---------------------------- |
| 1a    | 16 d'abril | Eibar - Mungia           | 180 | Roland Berland (FRA)    | Roland Berland (FRA)         |
| 2a    | 17 d'abril | Bilbao - Vitòria         | 189 | Francesc Julià (ESP)    | Francesc Julià (ESP)         |
| 3a A  | 18 d'abril | Vitòria - Logronyo       | 109 | Jan Janssen (NED)       | Francesc Julià (ESP)         |
| 3a B  | 19 d'abril | Lizarra - Pamplona (CRI) | 47  | Carlos Echeverría (ESP) | Luis Pedro Santamarina (ESP) |
| 4a    | 19 d'abril | Pamplona - Sant Sebastià | 170 | Domingo Perurena (ESP)  | Luis Pedro Santamarina (ESP) |
| 5a    | 20 d'abril | Sant Sebastià - Eibar    | 182 | Jesús Aranzábal (ESP)   | Luis Pedro Santamarina (ESP) |

## Classificació general
|    | Ciclista                      | Equip         | Temps       |
| -- | ----------------------------- | ------------- | ----------- |
| 1  | Luis Pedro Santamarina (ESP)  | Werner        | 25h 00' 45" |
| 2  | Jesús Aranzábal (ESP)         | Bic           | + 41"       |
| 3  | Andrés Gandarias (ESP)        | KAS           | + 49"       |
| 4  | Vicente López Carril (ESP)    | KAS           | + 1' 05"    |
| 5  | Domingo Perurena (ESP)        | Fagor-Mercier | + 1' 43"    |
| 6  | Antonio Gómez del Moral (ESP) | KAS           | + 1' 58"    |
| 7  | Ventura Díaz (ESP)            | Werner        | + 3' 35"    |
| 8  | Agustín Tamames (ESP)         | Werner        | + 3' 43"    |
| 9  | Roland Berland (FRA)          | Bic           | + 4' 50"    |
| 10 | Aurelio González Puente (ESP) | KAS           | + 7' 07"    |